# Pedro Ortiz Valdivieso
Pedro Ortiz Valdivieso (Santander, 1926-Bogotá, 18 de julio de 2012) fue un sacerdote católico jesuita, botánico, taxónomo, orquideólogo, y profesor colombiano.
Publicó sus identificaciones de nuevas especies en Orquideología; Revista de la Sociedad Colombiana de Orquideología.
Fue Director de la Biblioteca de Filosofía, en la Pontificia Universidad Javeriana de Bogotá.

## Algunas publicaciones
- Ortiz Valdivieso, P. 2012. Especies colombianas del Género Cleistes; Colombian species of the genus Cleistes. El Orquideólogo, Supl. 1: 2–10 (rev. online)

- Ortiz Valdivieso, P. 2012. Dos especies singulares de Cyrtochilum de Colombia; Two singular species of Cyrtochilum from Colombia. El Orquideólogo, Supl. 1: 11–19 (rev. online)

- Ortiz Valdivieso, P. 2012. Una nueva especie de Oncidium sección Serpentia; A new species of Oncidium section Serpentia. El Orquideólogo, Supl. 1: 23–30 (rev. online)

- Ortiz Valdivieso, P. 2012. Una especies poco conocida de Telipogon de Colombia; A little known species of Telipogon from Colombia. El Orquideólogo, Supl. 1: 31–36 (rev. online)

- Ortiz Valdivieso, P. 2012. Una nueva especie de Zootrophion de Colombia; A new species of Zootrophion from Colombia. El Orquideólogo, Supl. 1: 37–39 (rev. online)

- Ortiz Valdivieso, P. & C. Uribe. 2012. Una nueva especie de Huntleya de Colombia; a new species of Huntleya from Colombia. El Orquideólogo, Supl. 1: 20–22 (rev. online)

- Mazo, L. C., Gómez, A., Quintanilla, S. R., Bernal, J. E. & Ortiz Valdivieso, P. 2012. Extraction and amplification of DNA from orchid exsiccates conserved for more than half a century in a herbarium in Bogotá, Colombia. Lankesteriana 12 (2): 121–000

- Gómez Gutiérrez, A., Uribe Ángel, J. T., Ortiz Valdivieso, P. & Bernal Villegas, J. 2011. Academia Mutisiana. Ed. Pontificia Univ. Javeriana, Bogotá

- Ortiz Valdivieso, P., Bernal Villegas, J. & Gómez Gutiérrez, A. 2009. Filosofía Natural Mutisiana. Ed. Pontificia Univ. Javeriana, Bogotá

- Gómez Gutiérrez, A. & Bernal Villegas, J. 2008. Scientia Xaveriana. Ed. Pontificia Univ. Javeriana, Bogotá

- Ortiz Valdivieso, P. 2000. Orquidáceas V. Flora de la Real Expedición Botánica del Nuevo Reyno de Granada, Tomo XII. Madrid: Ed. Cultura Hispánica

- Ortiz Valdivieso, P. 1995. Orquídeas de Colombia. Corporación Capitalina de Orquideología, Bogotá.

### Libros
- pedro Ortiz valdivieso. 2011. Orquideas Especies de Colombia. Fotos de César D. Martínez. Ed. ilustr. de Villegas Editores, 173 pp. ISBN 9588306647, ISBN 9789588306643

- josé celestino Mutis, pedro Ortiz valdivieso. 2000. Orquidáceas, ; V. Vol. 11 Flora de la real expedición botánica del Nuevo Reino de Granada : publicada bajo los auspicios de los gobiernos de España y de Colombia y merced a la colaboración entre los Institutos de Cultura Hispánica de Madrid y Bogotá / promovida y dir. por José Celestino Mutis. Ed. de Cultura Hispánica, 94 pp.

- pedro Ortiz valdivieso. 2000. Las orquídeas del género Masdevallia en Colombia. Ed. Asoc. Bogotana de Orquideología, 175 pp. ISBN 9583319821, ISBN 9789583319822

- ---------------------------, alfonso Martínez martínez, guillermo Misas urreta. 1980. Orquídeas ornamentales de Colombia. Ed. ilustr. de C. Valencia Editores, 171 pp. ISBN 8482770683, ISBN 9788482770680

#### De religión
- 2006. Análisis semántico-teológico del Nuevo Testamento. Colección teología hoy 53. Con María Lucía Jiménez de Zitzmann. Ed. Pontificia Univ. Javeriana, 64 pp. ISBN 9586838730, ISBN 9789586838733

- 2003. Evangelios sinópticos exégesis. Ed. Pontificia Univ. Javeriana, 280 pp. ISBN 9588215013, ISBN 9789588215013

- 2002. Concordancia manual y diccionario Griego-Español del Nuevo Testamento. Colección Teología Hoy 29. 2ª ed. de Pontificia Univ. Javeriana, 314 pp. ISBN 9586830098, ISBN 9789586830096

## Honores

### Eponimia
Género
- (Orchidaceae Pachyphyllinae ) Valdiviesoa Kolan. & Szlach.[2]

Especies (9 + 1 + 1 registros)
Orchidaceae Dracula ortiziana Luer & R.Escobar -- Orquideologia 19: 40, figs. 1993 (GCI)
Orchidaceae Fernandezia ortiziana Kolan. & Szlach. -- Ann. Bot. Fenn. 50 (1-2): 68. 2013
Orchidaceae Neooreophilus ortizianus S.V.Uribe & Thoerle -- Orquideologia 28(2): 135 (-139; fig. photogr.) 2011
Orchidaceae Xylobium ortizianum Szlach. & Kolan. -- Phyton (Horn) 54 (1): 78 . 2014
Rubiaceae Faramea ortiziana C.M.Taylor -- Novon 18(2): 256 (-258; fig. 3A-B) 2008
- La abreviatura «P.Ortiz» se emplea para indicar a Pedro Ortiz Valdivieso como autoridad en la descripción y clasificación científica de los vegetales.[3]